# Shawn Harvey
Shawn Harvey, (nacido el 31 de diciembre de 1973 en Filadelfia, Pensilvania) es un exjugador de baloncesto estadounidense. Con 1.93 de estatura, su puesto natural en la cancha era el de escolta. 